# رادوسلاف أنتل
رادوسلاف أنتل (بالسلوفاكية: Radoslav Antl)‏ مواليد 3 فبراير 1978 في كوشيتسه، هو لاعب كرة يد سلوفاكي يلعب كجناح أيسر.

## سجل المنافسة
شارك في البطولات التالية:
- بطولة أوروبا لكرة اليد للرجال 2012